# Mała Wieś (powiat wolsztyński)
Mała Wieś – wieś w Polsce położona w województwie wielkopolskim, w powiecie wolsztyńskim, w gminie Siedlec.
Wieś królewska starostwa kopanickiego, pod koniec XVI wieku leżała w powiecie kościańskim województwa poznańskiego.
Miejscowość wzmiankowana w 1394 r. Przy pierwszej numeracji w 1796 r.-  18 domostw oraz folwark. Dla wsi w 2020 r. sporządzono opis historii wszystkich dawnych zagród, począwszy od 1796 r. do czasów współczesnych.
W okresie Wielkiego Księstwa Poznańskiego (1815-1848) miejscowość wzmiankowana jako Mała wieś należała do wsi większych w ówczesnym powiecie babimojskim rejencji poznańskiej. Mała wieś należała do babimojskiego okręgu policyjnego tego powiatu i stanowiła część majątku Wielka wieś, którego właścicielem był Bloch. Według spisu urzędowego z 1837 roku Mała wieś liczyła 185 mieszkańców, którzy zamieszkiwali 21 dymów (domostw). 
W 1921 roku stacjonowała tu placówka 17 batalionu celnego.
W latach 1975–1998 miejscowość administracyjnie należała do województwa zielonogórskiego.